# العتیبه
العتیبه (به عربی: العتیبة) یک منطقهٔ مسکونی در سوریه است که در استان ریف دمشق واقع شده‌است. العتیبه ۱۰٬۵۴۸ نفر جمعیت دارد.